# Billafingen (Owingen)
Das Dorf Billafingen ist ein Ortsteil der baden-württembergischen Gemeinde Owingen im westlichen Bodenseekreis in Deutschland.

## Geographie

### Geographische Lage
Billafingen liegt im sogenannten Billafinger Tal, rund dreieinhalb Kilometer nordwestlich der Owinger Ortsmitte.
Das heutige Erscheinungsbild des Billafinger Tals entstand während der letzten Eiszeit. Der Gletscher der letzten Eiszeit, der Würmeiszeit, hinterließ die Kiese und Grundmoränen bei Billafingen und dessen Schmelzwässer räumten das Billafinger Tal in seiner heutigen Form aus. Die Tobel und Schluchten der Seitentäler sind zum großen Teil in der Nacheiszeit eingeschnitten worden und befinden sich auch heute noch im Stadium lebhafter Erosion.

### Ausdehnung des Gebiets
Die Gesamtfläche der Gemarkung Billafingen beträgt 917 Hektar.

### Gliederung
Zu Billafingen gehören das Dorf Billafingen, der Weiler Höllsteig, die Höfe Benklershof (Im Menzenmösle), Beurenhof, Hippshof, Nassental, Neubaurenhof (Thumshof), Neuhäuserhof, Neuhof, Oberfrickhof (Breitehof und Raithaldenhof), Simonshof (Bischofshof, Voglershof) und Unterfrickhof und die Häuser Drechslerhaus, Häuptlehaus, Im Hasenbühl (Akzisorhaus), Im Nägelsee (Küferhaus, Martinshof), Sattlerhaus, Wagnerhaus und Weierhaus.

### Schutzgebiete
Auf der Gemarkung Billafingens findet sich der Heinz-Sielmann-Weiher mit drei kleinen Inseln, die geschützte Brutmöglichkeiten für zahlreiche Vogelarten bieten. Er gehört zusammen mit dem Wasserbüffel-Weideprojekt zum Biotopverbund Bodensee.

## Geschichte

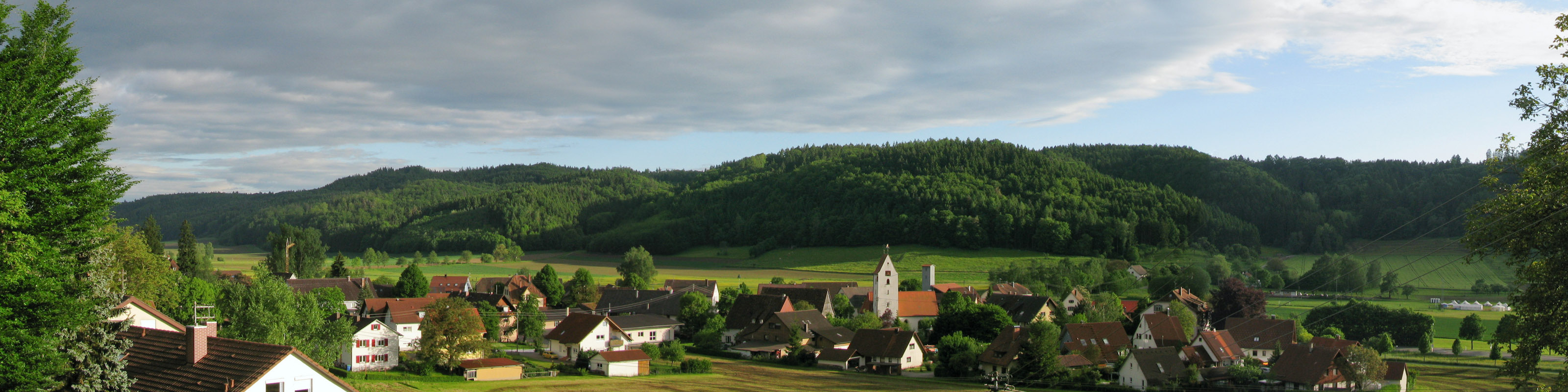
Billafingen

Billafingen wird 970 erstmals in der Chronik des Klosters Petershausen erwähnt als „Pilolfhinga“. Dieser Name geht vermutlich darauf zurück, dass ein Alemanne namens „Pilolf“ das Dorf gegründet hat. In der Urkunde von 970 wird als früher Inhaber von Besitzungen und Rechten in Billafingen das Haus Bregenz angegeben.
1282 kam Billafingen in den Besitz der Ritter von Hohenfels.
1481 Kauf durch Reichlin von Meldegg.
1684 gelangte Billafingen in Besitz der Familie Roth von Schreckenstein.
1806 Übergang in die Landeshoheit des Großherzogtum Baden
Billafingen war eine selbstständige Gemeinde im Landkreis Überlingen. Als dieser im Zuge der Kreisreform am 1. Januar 1973 aufgelöst wurde, kam Billafingen zum Bodenseekreis. Im Zuge der Gebietsreform in Baden-Württemberg wurde die Gemeinde Billafingen am 1. Januar 1975 nach Owingen eingemeindet.
Beim Bundeswettbewerb „Unser Dorf hat Zukunft“ im Jahr 2010 wurde Billafingen mit Silber ausgezeichnet.

### Einwohnerentwicklung
Bei der Volkszählung im Jahre 1925 wies der Ort mit 58 Wohnhäusern und 59 Familien 345 Bewohner auf.
| 1925 | 1961 | 1970 | 2006 | 2016 | 2022 |
| ---- | ---- | ---- | ---- | ---- | ---- |
| 345  | 360  | 401  | 728  | 779  | 738  |

## Wappen
Das Wappen der ehemals selbständigen Gemeinde Billafingen zeigt in Rot einen silbernen Balken mit zwei roten Ringen und im schwarzen Herzschild einen rot bezungten silbernen Einhornrumpf. Das Einhorn ist aus dem Wappen der Familie Roth von Schreckenstein entlehnt.

## Kultur und Sehenswürdigkeiten
Im Billafingen gibt es einen Dorf- und Naturlehrpfad mit 33 Stationen.
Auf dem Unteren Frickhof, der sich in öffentlicher Hand befindet, besteht seit 1987 ein Sortenerhaltungsgarten für Birnen, mit mehr als 400 unterschiedlichen, meist alten Sorten. Es handelt sich hierbei um Most-, Brenn-, Dörr- und Speisebirnen. Dieses Projekt wird auch von der Heinz Sielmann Stiftung im Rahmen des Sielmanns Biotopverbund Bodensee gefördert. Der Biotopverbund begann mit der Umsetzung des Projektes Heinz-Sielmann-Weiher, der 2004 angelegt wurde. Dieser liegt auf der Gemarkung Billafingen, hat eine Größe von 1,5 ha und bildet das Zentrum eines Feuchtbiotops von ca. 10 ha Größe.

### Bauwerke
- Die katholische Pfarrkirche St. Mauritius wurde im Spätmittelalter erbaut. Ihre Weihe datiert ins Jahr 1488, der Turm ist älter. Die Kreuzwegstationen von 1880 sind Werke des Kunstmalers Franz Krombach.[16]
- Die Burg Zwingenburg ist eine abgegangene Burg.[17]
- Das Schloss Billafingen, auch Schloss Schreckenstein genannt, war Familiensitz der Roth von Schreckenstein.[18]

### Regelmäßige Veranstaltungen
- Ein Höhepunkt des Ortsgeschehens ist die Schwäbisch-alemannische Fasnet, sie wird aktiv durch die „Narrengesellschaft Billafingen“ mit der Narrenfigur „Einhorn“ gestaltet.

## Persönlichkeiten
- Peter Berthold (* 1939), Ornithologe und Verhaltensforscher, Stiftungsrat der Heinz-Sielmann-Stiftung, initiierte 2005 die Anlage des Sielmann-Weihers[4]